# Al-Húlal al-Mawxiyya
Al-Húlal al-Mawxiyya és una crònica musulmana escrita per Abu-Abd-Al·lah Muhàmmad ibn Abi-l-Maalí ibn Sammak, que vivia a l'època de Muhàmmad V de Granada, acabada d'escriure el 6 de juny de 1381. La crònica narra el sorgiment de l'imperi almoràvit, el període almohade i es clou amb els marínides, tot basat en documentació falsificada, històries inventades i llegendes, junt amb algunes informacions exactes d'altres autors. Fou utilitzada com a font complementària per José Antonio Conde i Reinhart Dozy.